# Sagittaria subulata
Sagittaria subulata é uma espécie de planta com flor pertencente à família Alismataceae. 
A autoridade científica da espécie é (L.) Buchenau, tendo sido publicada em Abhandlungen herausgegeben vom Naturwissenschaftlichen Vereins zu Bremen 2: 490. 1871. Ocorre, entre outros lugares, na Grã-Bretanha, nos Estados Unidos e na Nova Zelândia.

## Portugal
Trata-se de uma espécie presente no território português, nomeadamente no Arquipélago dos Açores.
Em termos de naturalidade é introduzida na região atrás indicada.

## Protecção
Não se encontra protegida por legislação portuguesa ou da Comunidade Europeia.